# Populus pseudosimonii
Populus pseudosimonii är en videväxtart som beskrevs av Masao Kitagawa. Populus pseudosimonii ingår i släktet popplar, och familjen videväxter. Utöver nominatformen finns också underarten P. p. patula.